# 동서금동
동서금동(東西錦洞)은 대한민국 경상남도 사천시의 동이다. 면적은 0.95km2이고, 인구는 2011년 7월 1일을 기준으로 2,911세대 6,239명이다.

## 개요
동서금동은 신항만을 끼고 있는데 비단같이 아름답다하여 동쪽을 동금(東錦), 서쪽을 서금(西錦)이라 부르게 되었다고 전한다. 1914년 행정구역 개편으로 수남면, 동금동, 하향동, 벌리동 각일부를 통페합 동금리로 개칭하였는데, 1918년5월 수남면과 문선면을 통합, 삼천포 면일대를 동금리라 부르게 된다. 1931년 11월1일 삼천포 읍으로 승격 동금리라 불렀다. 1956년 7월 8일 삼천포시 동금동과 서금동으로 개칭되었다. 1961년 법정동(동금동, 서금동)을 행정동(동서금동)으로 합병하였고, 1995년 5월 10일 삼천포시와 사천시의 합병으로 사천시 동서금동이 되었다.

## 법정동
- 서금동(西錦洞)
- 동금동(東錦洞)

## 주요 시설

### 교육
동금동
- 삼천포공업고등학교
- 노산초등학교